# Psychotria noxia
Psychotria noxia là một loài thực vật có hoa trong họ Thiến thảo. Loài này được A.St.-Hil. miêu tả khoa học đầu tiên năm 1825.